# 金馬獎最佳攝影
金馬獎最佳攝影是由財團法人中華民國電影事業發展基金會的臺北金馬影展執行委員會在臺灣舉辦的電影獎項，自1962年起頒發，給予年度最出色的華語電影中攝影。

## 得獎者及入圍名單

### 最佳彩色攝影（第1屆-第14屆）
- 另有頒發最佳黑白攝影5次

|  | 獲獎者 |

| 年份 （屆數）   | 姓名                | 片名             |
| --------------- | ------------------- | ---------------- |
| 1962 （第1届）  | 黃明                | 《星星月亮太陽》 |
| 1962 （第1届）  | 最佳黑白攝影 華慧英 | 《宜室宜家》     |
| 1963 （第2届）  | 最佳黑白攝影 何鹿影 | 《荷花》         |
| 1965 （第3届）  | 賴成英              | 《養鴨人家》     |
| 1965 （第3届）  | 最佳黑白攝影 王劍寒 | 《一毛錢》       |
| 1966 （第4届）  | 王劍寒              | 《西施》         |
| 1967 （第5届）  | 林文錦              | 《我女若蘭》     |
| 1968 （第6届）  | 林贊庭              | 《寂寞的十七歲》 |
| 1968 （第6届）  | 最佳黑白攝影 余如季 | 《白鷺人家》     |
| 1969 （第7届）  | 鄭潔                | 《小鎮春回》     |
| 1970 （第8届）  | 賴成英              | 《群星會》       |
| 1971 （第9届）  | 金玉                | 《緹縈》         |
| 1971 （第9届）  | 最佳黑白攝影 祁和熙 | 《董夫人》       |
| 1972 （第10届） | 賴成英              | 《秋決》         |
| 1973 （第11届） | 林贊庭              | 《愛的天地》     |
| 1975 （第12届） | 林贊庭              | 《女朋友》       |
| 1976 （第13届） | 林贊庭              | 《梅花》         |
| 1977 （第14届） | 林鴻鐘              | 《筧橋英烈傳》   |

### 劇情片最佳攝影（第15屆-至今）
| 年份 （屆數）   | 姓名                            | 片名                        |
| --------------- | ------------------------------- | --------------------------- |
| 1978 （第15届） | 陳坤厚                          | 《汪洋中的一條船》          |
| 1978 （第15届） | 林文錦                          | 《蒂蒂日記》                |
| 1978 （第15届） | 林起                            | 《金玉良緣紅樓夢》          |
| 1979 （第16届） | 陳俊傑                          | 《山中傳奇》                |
| 1979 （第16届） | 陳坤厚                          | 《小城故事》                |
| 1979 （第16届） | 廖慶松                          | 《春寒》                    |
| 1980 （第17届） | 鍾志文                          | 《瘋劫》                    |
| 1980 （第17届） | 林文錦                          | 《源》                      |
| 1980 （第17届） | 王菊金                          | 《地獄天堂》                |
| 1981 （第18届） | 黃仲標                          | 《夜來香》                  |
| 1981 （第18届） | 林鴻鐘                          | 《假如我是真的》            |
| 1981 （第18届） | 黎崒明                          | 《愛殺》                    |
| 1982 （第19届） | 林鴻鐘                          | 《苦戀》                    |
| 1982 （第19届） | 黃岳泰                          | 《再生人》                  |
| 1982 （第19届） | 賴豐彥、金德哲                  | 《一九○五的冬天》           |
| 1983 （第20届） | 宋立平                          | 《今年的湖畔會很冷》        |
| 1983 （第20届） | 胡鎔                            | 《風林火山》                |
| 1983 （第20届） | 賀用正                          | 《搭錯車》                  |
| 1984 （第21届） | 黃仲標                          | 《花城》                    |
| 1984 （第21届） | 陳坤厚                          | 《風櫃來的人》              |
| 1984 （第21届） | 古國華                          | 《省港旗兵》                |
| 1985 （第22届） | 陳坤厚                          | 《結婚》                    |
| 1985 （第22届） | 林亞杜                          | 《NG慢半拍》                |
| 1985 （第22届） | 楊渭漢                          | 《青梅竹馬》                |
| 1986 （第23届） | 黃永恆                          | 《英雄本色》                |
| 1986 （第23届） | 馬楚成                          | 《最愛》                    |
| 1986 （第23届） | 周業興                          | 《唐山過台灣》              |
| 1987 （第24届） | 黃仲標                          | 《胭脂扣》                  |
| 1987 （第24届） | 李屏賓                          | 《稻草人》                  |
| 1987 （第24届） | 鍾志文                          | 《流氓大亨》                |
| 1988 （第25届） | 鍾志文                          | 《七小福》                  |
| 1988 （第25届） | 陳仲秋、黃永恒                  | 《殺之戀》                  |
| 1988 （第25届） | 閻崇聖、張展                    | 《海水正藍》                |
| 1989 （第26届） | 黃仲標                          | 《三個女人的故事》          |
| 1989 （第26届） | 陳懷恩                          | 《悲情城市》                |
| 1989 （第26届） | 黃岳泰                          | 《奇蹟》                    |
| 1990 （第27届） | 潘恆生                          | 《滾滾紅塵》                |
| 1990 （第27届） | 黃明川                          | 《西部來的人》              |
| 1990 （第27届） | 馬楚成                          | 《愛在他鄉的季節》          |
| 1990 （第27届） | 林國華、鮑啟鳴                  | 《笑傲江湖》                |
| 1991 （第28届） | 潘恆生                          | 《阮玲玉》                  |
| 1991 （第28届） | 張惠恭                          | 《牯嶺街少年殺人事件》      |
| 1991 （第28届） | 林良忠                          | 《推手》                    |
| 1991 （第28届） | 鍾志文                          | 《極道追》                  |
| 1992 （第29届） | 李德成                          | 《霧都情仇》                |
| 1992 （第29届） | 鮑起鳴                          | 《新神雕俠侶》              |
| 1992 （第29届） | 楊渭漢、王盛                    | 《無言的山丘》              |
| 1992 （第29届） | 黃岳泰、劉滿棠                  | 《新龍門客棧》              |
| 1993 （第30届） | 李屏賓                          | 《戲夢人生》                |
| 1993 （第30届） | 何平                            | 《十八》                    |
| 1993 （第30届） | 黃岳泰                          | 《誘僧》                    |
| 1993 （第30届） | 鮑德熹                          | 《白髮魔女傳》              |
| 1994 （第31届） | 杜可風                          | 《東邪西毒》                |
| 1994 （第31届） | 杜可風                          | 《紅玫瑰白玫瑰》            |
| 1994 （第31届） | 黃岳泰、張展、李龍禹、洪武秀    | 《獨立時代》                |
| 1994 （第31届） | 劉偉強、杜可風                  | 《重慶森林》                |
| 1995 （第32届） | 李屏賓                          | 《女人四十》                |
| 1995 （第32届） | 張達隆                          | 《阿爸的情人》              |
| 1995 （第32届） | 鮑德熹                          | 《新夜半歌聲》              |
| 1995 （第32届） | 杜可風                          | 《墮落天使》                |
| 1996 （第33届） | 顧長衛                          | 《陽光燦爛的日子》          |
| 1996 （第33届） | Dion Beebe                      | 《浮生》                    |
| 1996 （第33届） | 馬楚成                          | 《簡單任務》                |
| 1996 （第33届） | 杜可風                          | 《四面夏娃》                |
| 1997 （第34届） | 杜可風                          | 《春光乍洩》                |
| 1997 （第34届） | 黃岳泰                          | 《宋家皇朝》                |
| 1997 （第34届） | 韓允中                          | 《國道封閉》                |
| 1997 （第34届） | 馬楚成                          | 《甜蜜蜜》                  |
| 1998 （第35届） | 馬楚成                          | 《玻璃之城》                |
| 1998 （第35届） | 呂樂                            | 《天浴》                    |
| 1998 （第35届） | 潘恆生                          | 《我是誰》                  |
| 1998 （第35届） | 林銘國、宋文忠                  | 《惡女列傳》                |
| 1999 （第36届） | 黃岳泰                          | 《紫雨風暴》                |
| 1999 （第36届） | 李屏賓                          | 《心動》                    |
| 1999 （第36届） | 羅斯                            | 《目露凶光》                |
| 1999 （第36届） | 余力為                          | 《千言萬語》                |
| 2000 （第37届） | 杜可風、李屏賓                  | 《花樣年華》                |
| 2000 （第37届） | 姜國民                          | 《鎗王》                    |
| 2000 （第37届） | 黎耀輝                          | 《無人駕駛》                |
| 2000 （第37届） | 鮑德熹                          | 《臥虎藏龍》                |
| 2001 （第38届） | 李屏賓                          | 《千禧曼波》                |
| 2001 （第38届） | 劉杰                            | 《十七歲的單車》            |
| 2001 （第38届） | 王炳雄                          | 《慌心假期》                |
| 2001 （第38届） | 楊濤                            | 《藍宇》                    |
| 2002 （第39届） | 杜可風                          | 《三更之回家》              |
| 2002 （第39届） | 張宜敏                          | 《美麗時光》                |
| 2002 （第39届） | 鄭兆強                          | 《暗戰2》                   |
| 2002 （第39届） | 柯星沛                          | 《香港有個荷里活》          |
| 2003 （第40届） | 廖本榕                          | 《不見》                    |
| 2003 （第40届） | 劉偉強、黎耀輝                  | 《無間道》                  |
| 2003 （第40届） | 鄭兆強                          | 《PTU》                     |
| 2003 （第40届） | 何男宏                          | 《歌舞中國》                |
| 2004 （第41届） | 曹郁                            | 《可可西里》                |
| 2004 （第41届） | 楊渭漢、宋文忠                  | 《月光下，我記得》          |
| 2004 （第41届） | 杜可風、黎耀輝、關本良          | 《2046》                    |
| 2004 （第41届） | 姜國文                          | 《旺角黑夜》                |
| 2005 （第42届） | 潘耀明（HKSC）                  | 《三岔口》                  |
| 2005 （第42届） | 鄭兆強（HKSC）                  | 《黑社會》                  |
| 2005 （第42届） | 姜國民                          | 《七劍》                    |
| 2005 （第42届） | 李屏賓                          | 《最好的時光》              |
| 2006 （第43届） | 鮑德熹                          | 《如果·愛》                 |
| 2006 （第43届） | 張黎                            | 《夜宴》                    |
| 2006 （第43届） | 李屏賓                          | 《父子》                    |
| 2006 （第43届） | 王昱                            | 《吳清源》                  |
| 2007 （第44届） | 李屏賓                          | 《心中有鬼》                |
| 2007 （第44届） | Rodrigo PRIETO                  | 《色，戒》                  |
| 2007 （第44届） | 楊渭漢                          | 《最遙遠的距離》            |
| 2007 （第44届） | 馮遠文                          | 《軍雞》                    |
| 2008 （第45届） | 鄭兆強（HKSC）                  | 《文雀》                    |
| 2008 （第45届） | 秦鼎昌                          | 《海角七號》                |
| 2008 （第45届） | 黃岳泰                          | 《投名狀》                  |
| 2008 （第45届） | 陳瑩、陳楚強                    | 《一半海水 一半火焰》       |
| 2009 （第46届） | 曹郁                            | 《南京！南京！》            |
| 2009 （第46届） | 宋曉飛                          | 《鬥牛》                    |
| 2009 （第46届） | Sion Michel(A.C.S)              | 《如夢》                    |
| 2009 （第46届） | 趙曉時                          | 《麥田》                    |
| 2010 （第47届） | 張展                            | 《當愛來的時候》            |
| 2010 （第47届） | 邵丹                            | 《額吉》                    |
| 2010 （第47届） | 黃岳泰                          | 《十月圍城》                |
| 2010 （第47届） | 中島長雄                        | 《第四張畫》                |
| 2011 （第48届） | 趙非                            | 《讓子彈飛》                |
| 2011 （第48届） | 姚宏易                          | 《金城小子》                |
| 2011 （第48届） | 秦鼎昌                          | 《賽德克·巴萊》             |
| 2011 （第48届） | 周書豪                          | 《鋼的琴》                  |
| 2012 （第49届） | 鄔迪                            | 《神探亨特張》              |
| 2012 （第49届） | Lutz Reitemeier                 | 《白鹿原》                  |
| 2012 （第49届） | 曹盾                            | 《失戀33天》                |
| 2012 （第49届） | 包軒鳴                          | 《女朋友。男朋友》          |
| 2012 （第49届） | 宋曉飛                          | 《殺生》                    |
| 2013 （第50届） | 菲利浦·勒苏德                   | 《一代宗師》                |
| 2013 （第50届） | 中島長雄                        | 《失魂》                    |
| 2013 （第50届） | 呂樂                            | 《一九四二》                |
| 2013 （第50届） | 余力為                          | 《天註定》                  |
| 2013 （第50届） | 廖本榕、 宋文忠、 呂慶鑫        | 《郊遊》                    |
| 2014 （第51届） | 曾劍                            | 《推拿》                    |
| 2014 （第51届） | 董勁松                          | 《白日焰火》                |
| 2014 （第51届） | 杜杰                            | 《無人區》                  |
| 2014 （第51届） | 李屏賓                          | 《寒蟬效應》                |
| 2014 （第51届） | 張驥                            | 《東北偏北》                |
| 2015 （第52届） | 李屏賓                          | 《刺客聶隱娘》              |
| 2015 （第52届） | 許之駿、張誌騰                  | 《醉.生夢死》               |
| 2015 （第52届） | 杜可風                          | 《踏血尋梅》                |
| 2015 （第52届） | 呂松野                          | 《塔洛》                    |
| 2015 （第52届） | 余力為                          | 《山河故人》                |
| 2016 （第53届） | 李屏賓                          | 《長江圖》                  |
| 2016 （第53届） | 杜傑                            | 《唐人街探案》              |
| 2016 （第53届） | 中島長雄                        | 《一路順風》                |
| 2016 （第53届） | 呂松野                          | 《八月》                    |
| 2016 （第53届） | 郭達明                          | 《皮繩上的魂》              |
| 2017 （第54届） | 中島長雄                        | 《大佛普拉斯》              |
| 2017 （第54届） | 王維華                          | 《輕鬆+愉快》               |
| 2017 （第54届） | 陳克勤                          | 《分貝人生》                |
| 2017 （第54届） | Matthias DELVAUX                | 《老獸》                    |
| 2017 （第54届） | 鮑德熹、曹郁                    | 《擺渡人》                  |
| 2018 （第55届） | 姚宏易、董勁松、David CHIZALLET | 《地球最後的夜晚》          |
| 2018 （第55届） | 趙小丁                          | 《影》                      |
| 2018 （第55届） | 中島長雄                        | 《小美》                    |
| 2018 （第55届） | 范超                            | 《大象席地而坐》            |
| 2018 （第55届） | 包軒鳴                          | 《風中有朵雨做的雲》        |
| 2019 （第56届） | 陳克勤、陳志軒                  | 《狂徒》                    |
| 2019 （第56届） | 中島長雄                        | 《陽光普照》                |
| 2019 （第56届） | 陳大璞                          | 《下半場》                  |
| 2019 （第56届） | Kartik Vijay                    | 《夕霧花園》                |
| 2019 （第56届） | Florian J.E. Zinke              | 《灼人秘密》                |
| 2020 （第57届） | 姚宏易                          | 《刻在你心底的名字》        |
| 2020 （第57届） | 周宜賢                          | 《消失的情人節》            |
| 2020 （第57届） | 彭文淳                          | 《今宵多珍重》              |
| 2020 （第57届） | 廖明毅                          | 《怪胎》                    |
| 2020 （第57届） | 中島長雄                        | 《同學麥娜絲》              |
| 2021 （第58届） | Giorgos Valsamis                | 《美國女孩》                |
| 2021 （第58届） | Kartik Vijay                    | 《緝魂》                    |
| 2021 （第58届） | 鍾孟宏                          | 《瀑布》                    |
| 2021 （第58届） | 梁銘佳                          | 《濁水漂流》                |
| 2021 （第58届） | 周宜賢                          | 《月老》                    |
| 2022 （第59届） | 鄭兆強                          | 《智齒》                    |
| 2022 （第59届） | 陳克勤                          | 《咒》                      |
| 2022 （第59届） | 梁銘佳                          | 《白日青春》                |
| 2022 （第59届） | 姚宏易                          | 《我心我行》                |
| 2022 （第59届） | 蘇偉鍵                          | 《海鷗來過的房間》          |
| 2023 （第60届） | 余靜萍                          | 《（真）新的一天》          |
| 2023 （第60届） | Kartik VIJAY                    | 《富都青年》                |
| 2023 （第60届） | 包軒鳴                          | 《疫起》                    |
| 2023 （第60届） | 許之駿                          | 《五月雪》                  |
| 2023 （第60届） | 陳麒文                          | 《青春並不溫柔》            |
| 2024 （第61届） | 王維華                          | 《漂亮朋友》                |
| 2024 （第61届） | Kartik VIJAY                    | 《小雁與吳愛麗》            |
| 2024 （第61届） | 今村圭佑                        | 《青春18×2 通往有你的旅程》 |
| 2024 （第61届） | Michaël CAPRON                  | 《白衣蒼狗》                |
| 2024 （第61届） | Aziz ZHAMBAKIYEV                | 《香巴拉》                  |

## 外部連結
- 金馬獎官方網站 （页面存档备份，存于）
- 金馬影展 TGHFF的Facebook專頁
- goldenhorsefilmfestival的Instagram帳戶
- YouTube上的TGHFF頻道
- Taipei Golden Horse的X（前Twitter）